# Сад художника в Живерни
«Сад художника в Живерни» (фр. Le Jardin de l'artiste à Giverny) — картина французского художника Клода Моне, написанная маслом на холсте в 1900 году. Ныне хранится в музее Орсе в Париже.
Это полотно входит в число множества работ художника, посвящённых его саду в Живерни и созданных в последние 30 лет его жизни. Моне работал над этим садом с конца 1883 года и до конца своей жизни. На картине изображены ряды ирисов различных оттенков фиолетового и розового цветов, выстроенных на полотне по диагонали. Цветы находятся под деревьями и в зависимости от количества падающего на них сквозь листву света имеют разные тона окраски. За деревьями виднеется дом Моне.

## В контексте творчества Моне
Во время написания картины Моне было уже 60 лет. Он создал к тому времени огромное количество работ, став необычайно успешным и знаменитым художником. Моне всё больше и больше анализировал то, что видел, пока, по словам Уильяма Зейтца, «предмет, ощущение и его изображение не становились почти идентичными».
В 1900 году, в год написания этой картины, Моне приступил к созданию двух крупных серий картин: с изображениями реки Темзы в Лондоне и со своим прудом в Живерни.

## Выставки
Помимо Франции, «Сад художника в Живерни» выставлялся в Австралии, Бельгии, Корее, Италии, Японии, Швейцарии и США. В 2023 году активисты движения за климат обмазали работу красной краской во время ее выставки в Стокгольме, чтобы оказать давление на шведское правительство с целью сокращения выбросов парниковых газов.